# 澳門巴士36路線
澳門巴士36路線是由澳巴經營，往返蘇利安圓形地和澳門機場的巴士路線。

## 簡介及歷史
- 2009年10月18日，配合交通事務局實施第三階段巴士路線調整，本線開設，由新福利及澳巴聯營，服務時間為07:00-23:00，班距15分鐘。[1]

- 2011年2月15日，新增停靠「北安出入境事務廳」站。[2]

- 2011年6月12日，配合交通事務局實施第四階段巴士路線調整，新增停靠「澳大體育綜合體」站。

- 2011年8月1日，本線改由維澳蓮運營運，並調整服務時間為07:05-23:50。

- 2012年6月1日，總站由「海洋花園瞭望台」調整至「蘇利安圓形地」；新增停靠「海洋會所」站。[3]

- 2012年12月18日，往返程改經氹仔中央公園、湖畔大廈，不再途經氹仔東北馬路。[4]

- 2014年7月1日，本線改由新時代營運，並調整服務時間為07:00-23:50。

- 2016年5月28日：[5]
  - 交通事務局考慮到「海洋會所」站的使用率偏低，且與前一站點的距離只有約150米，所以取消停靠此站。
  - 經考量行車安全，取消停靠「盧伯德圓形地」站。

- 2016年7月18日，取消停靠「北安大馬路」站。[6]

- 2016年9月24日，「孫逸仙馬路／三家村」站與「泉亮花園」站分別命名為「泉亮花園」和「泉裕豪庭」，改停靠「泉裕豪庭」站。[7]

- 2017年5月20日，為配合氹仔客運碼頭即將啓用，「臨時客運碼頭」站更名為「氹仔客運碼頭」站，待氹仔客運碼頭及其場內的新站啟用後，本線將停靠該新站。同時調整本線班距，由現時15分鐘改為逢周一至周五15分鐘，周六日18-20分鐘。[8]

- 2017年6月1日，本線使用「氹仔客運碼頭」站A車道上落客。[9]

- 2018年8月1日，本線改由澳巴經營，是繼開線以來澳巴再次經營本線。

- 2018年10月27日，為明確巴士站位置及讓巴士服務更符合市民出行需要，「廣東大馬路／成都街」站更名為「廣東大馬路／濠尚」。

- 2019年3月9日，為明確巴士站位置，「亞利雅架前地／泉悅」站改名為「信虹花園」。

- 2019年7月27日起，“北安出入境事務廳”站改名為“北安出入境事務大樓”。

- 2019年12月28日起，往返程新增停靠「柯維納馬路」站。[10]

- 2020年5月11日19:30起，新增停靠“北安病毒核酸檢測站”臨時站。

- 2021年8月14日起，新增停靠“南新花園”站。[11]

- 2022年7月11日至17日，因實施「全澳相對靜止管理」措施，本線暫停營運。[12]

- 2022年7月18日至22日，因宣佈延長“相對靜止管理”措施，本線維持上述措施。[13]

- 2022年7月23日起，因“相對靜止管理”結束，本線恢復營運。[14]

- 2023年1月18日起，“北安病毒核酸檢測站”臨時站更改為“北安出入境事務大樓”臨時站。[15][16]

- 2023年8月26日起，取消停靠上述臨時站。[17]

## 電牌
| 往氹仔方向     | 往氹仔方向   | 往氹仔方向 |
| 日期           | 頭牌         | 圖例       |
| -------------- | ------------ | ---------- |
| 2012年6月1日前 | 海洋花園     |            |
| 2012年6月1日起 | 蘇利安圓形地 |            |
| 往澳門機場方向 |              |            |
| 日期           | 頭牌         | 圖例       |
| 開線至今       | 澳門機場     |            |

## 路線資料

### 收費
| 收費類別     | 收費類別                      | 收費類別             | 費用 |
| ------------ | ----------------------------- | -------------------- | ---- |
| 現金         | 現金                          | 現金                 | $6.0 |
| 境外支付工具 | 支付寶（內地及香港）          | 支付寶（內地及香港） | $6.0 |
| 境外支付工具 | 雲閃付 非綁定澳門銀聯卡       |                      | $6.0 |
| 境外支付工具 | 微信支付（內地及香港）        |                      | $6.0 |
| 境外支付工具 | 交通聯合 非澳門發行的全國通卡 |                      | $6.0 |
| 境內支付工具 | 澳門通                        | 全民卡               | $3.0 |
| 境內支付工具 | 澳門通                        | 學生卡               | $1.5 |
| 境內支付工具 | 澳門通                        | 長者卡               | 免費 |
| 境內支付工具 | 澳門通                        | 殘疾卡               | 免費 |
| 境內支付工具 | 聚易用＋                      | 聚易用＋             | $3.0 |

### 服務時間及班距
| 服務時間                      | 服務時間     | 星期一至五  | 星期日 （含公眾假期） |
| ----------------------------- | ------------ | ----------- | --------------------- |
| 蘇利安圓形地                  | 蘇利安圓形地 | 07:00-23:50 | 07:00-23:50           |
| 班距                          | 尖峰         | 12-18分鐘   | 20-25分鐘             |
| 班距                          | 離峰         | 20-25分鐘   | 20-25分鐘             |
| 懸掛8號風球後30分鐘開出尾班車 |              |             |                       |

### 路線停站
| 36   | 蘇利安圓形地 ↺ 澳門機場 | 蘇利安圓形地 ↺ 澳門機場  | 蘇利安圓形地 ↺ 澳門機場 |
| 序號 | 循環線                  | 循環線                   | 循環線                  |
| 序號 | 站號                    | 站名                     | 輕軌站／出入境口岸      |
| 1    | T330/4                  | 蘇利安圓形地             |                         |
| 2    | T335/2                  | 海洋廣場                 |                         |
| 3    | T338                    | 海洋花園衛生中心         | 海洋站                  |
| 4    | T326/3                  | 柯維納馬路               | 馬會站                  |
| 5    | T350                    | 廣東大馬路／馬會         | 馬會站                  |
| 6    | T353                    | 廣東大馬路／濠尚         |                         |
| 7    | T413                    | 氹仔中央公園／哥英布拉街 |                         |
| 8    | T310/2                  | 泉裕豪庭                 |                         |
| 9    | T408/1                  | 湖畔大廈                 |                         |
| 10   | T343                    | 海灣花園／海城閣         |                         |
| 11   | T316                    | 北安大馬路／新城區       |                         |
| 12   | T345/4                  | 氹仔客運碼頭             | 氹仔碼頭站 氹仔客運碼頭 |
| 13   | T344                    | 機場倉庫                 |                         |
| 14   | T356/3                  | 澳門機場                 | 機場站 澳門國際機場     |
| 15   | T358                    | 偉龍／科大醫院           |                         |
| 16   | T373/1                  | 偉龍／科技大學           |                         |
| 17   | T306/2                  | 氹仔嘉樂庇馬路           |                         |
| 18   | T314/2                  | 信虹花園                 |                         |
| 19   | T408/2                  | 湖畔大廈                 |                         |
| 20   | T311/2                  | 百利寶花園               |                         |
| 21   | T412                    | 氹仔中央公園／成都街     |                         |
| 22   | T352                    | 廣東大馬路／濠景         |                         |
| 23   | T332/1                  | 南新花園                 | 馬會站                  |
| 24   | T327                    | 賽馬會                   | 馬會站                  |
| 25   | T326/1                  | 柯維納馬路               | 馬會站                  |
| 26   | T337                    | 氹仔海濱花園             | 海洋站                  |
| 27   | T334                    | 海洋花園／紫荊苑         |                         |
| 28   | T330/2                  | 蘇利安圓形地             |                         |

## 圖片集

### 新福利及澳巴聯營時期

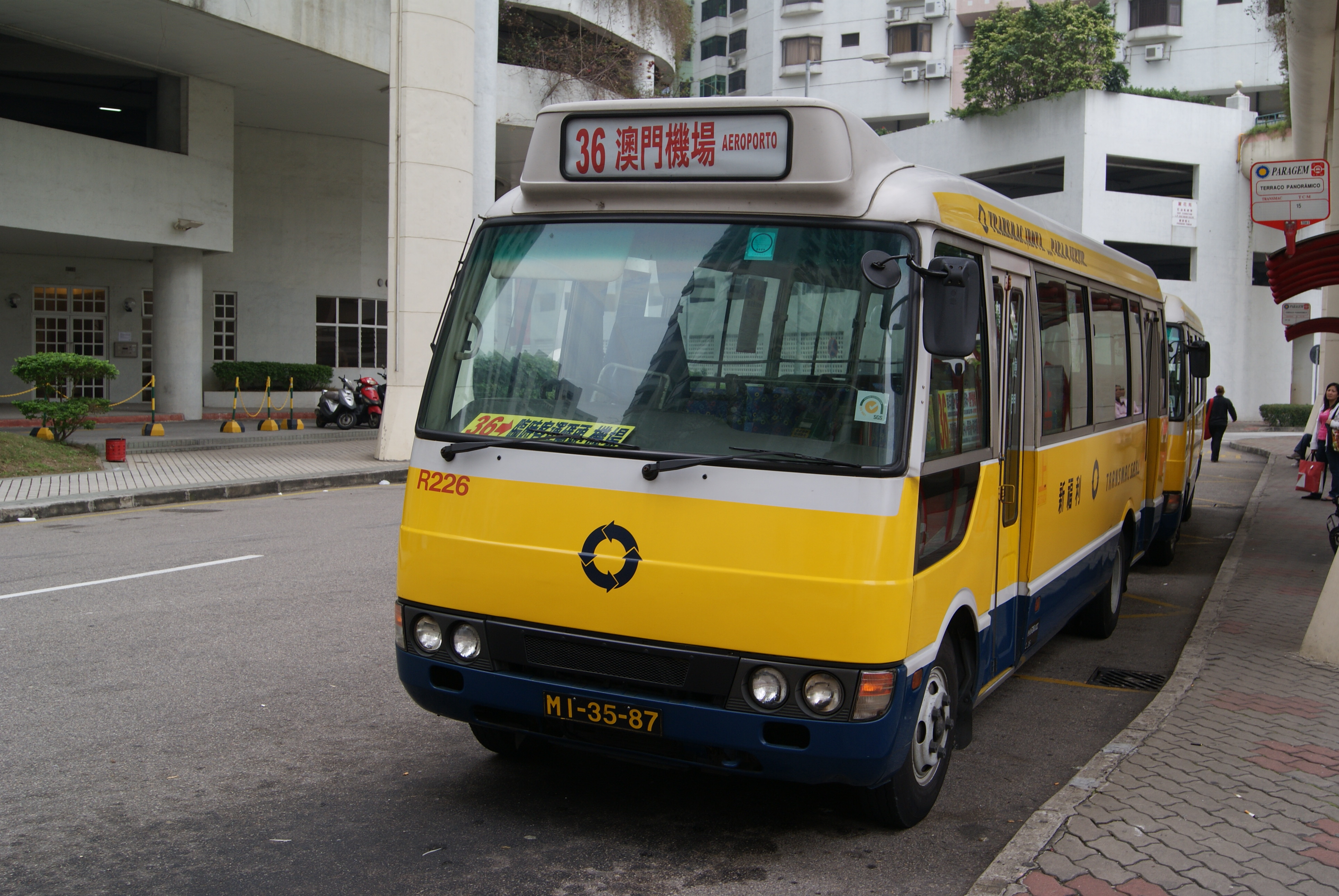
三菱Rosa（新福利）

### 新時代時期

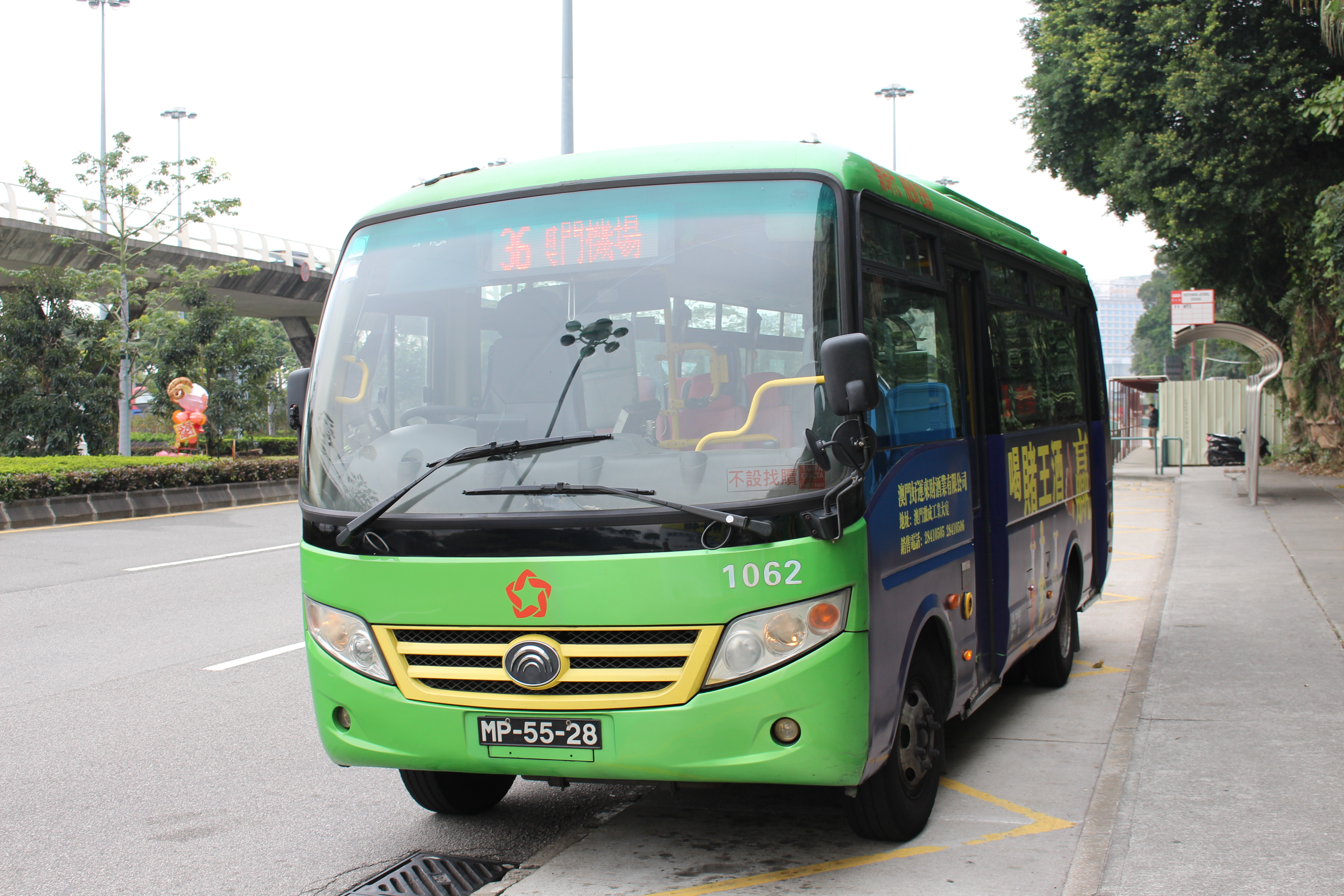
宇通ZK6770HG

### 澳巴時期

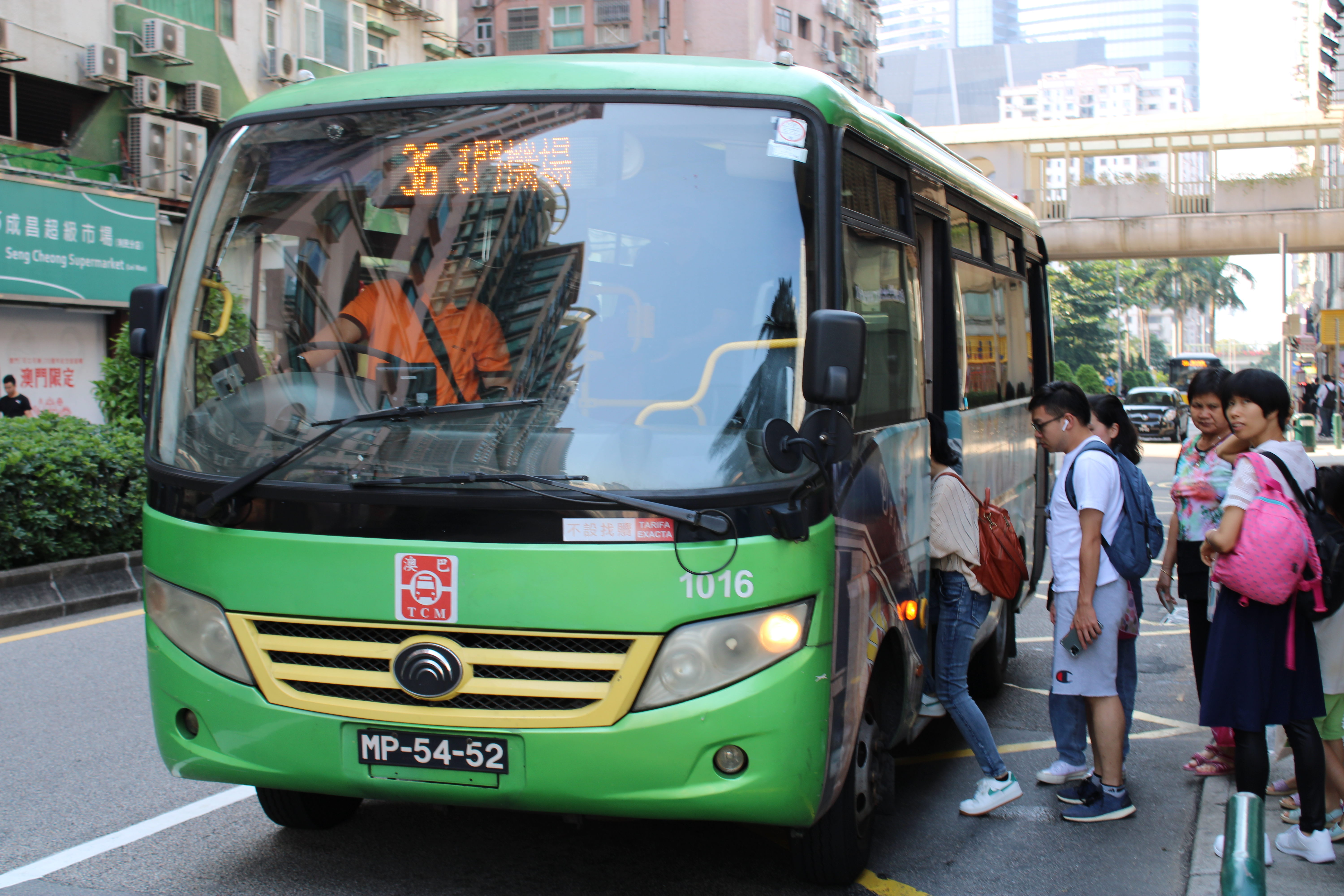
宇通ZK6770HG
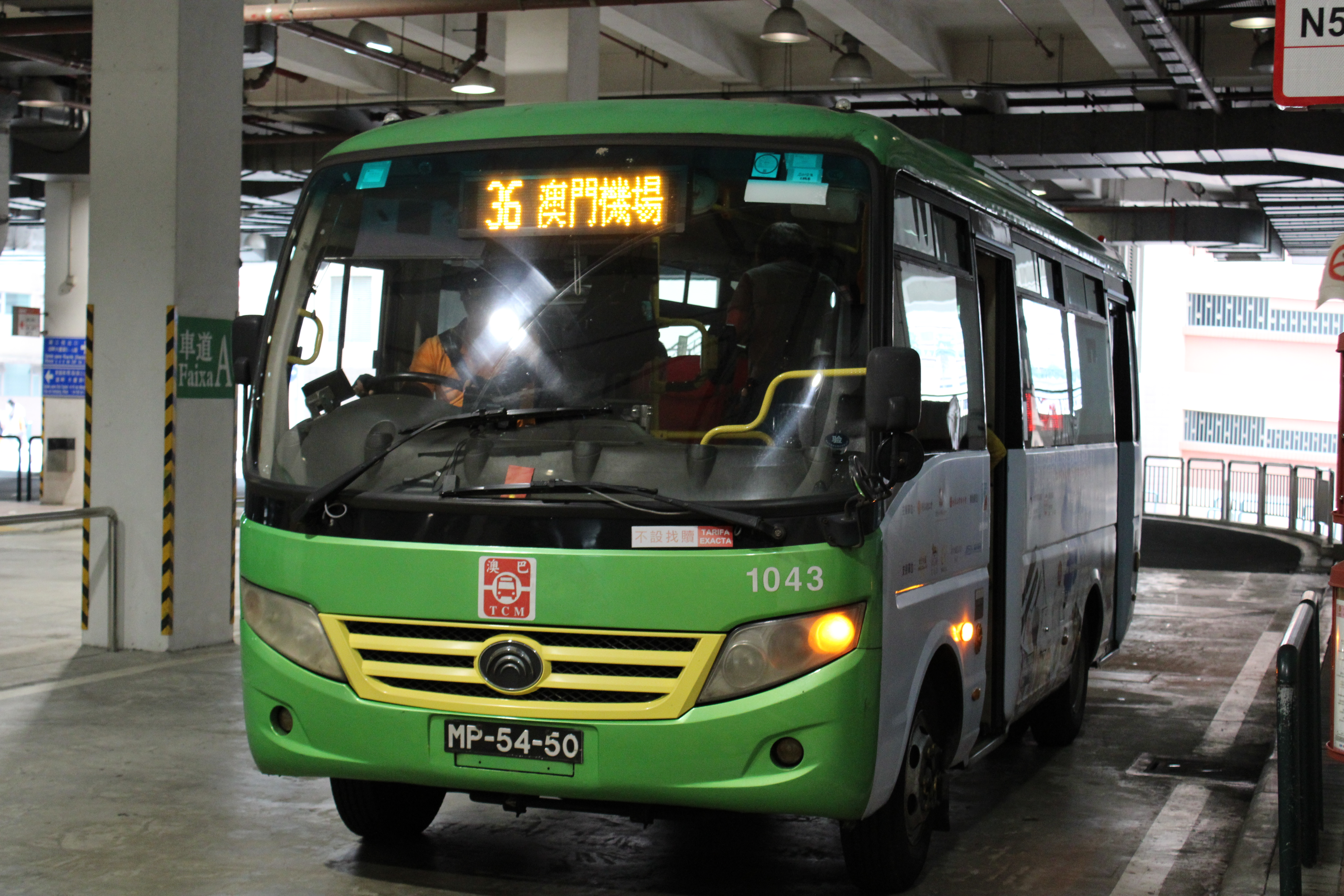
宇通ZK6770HG
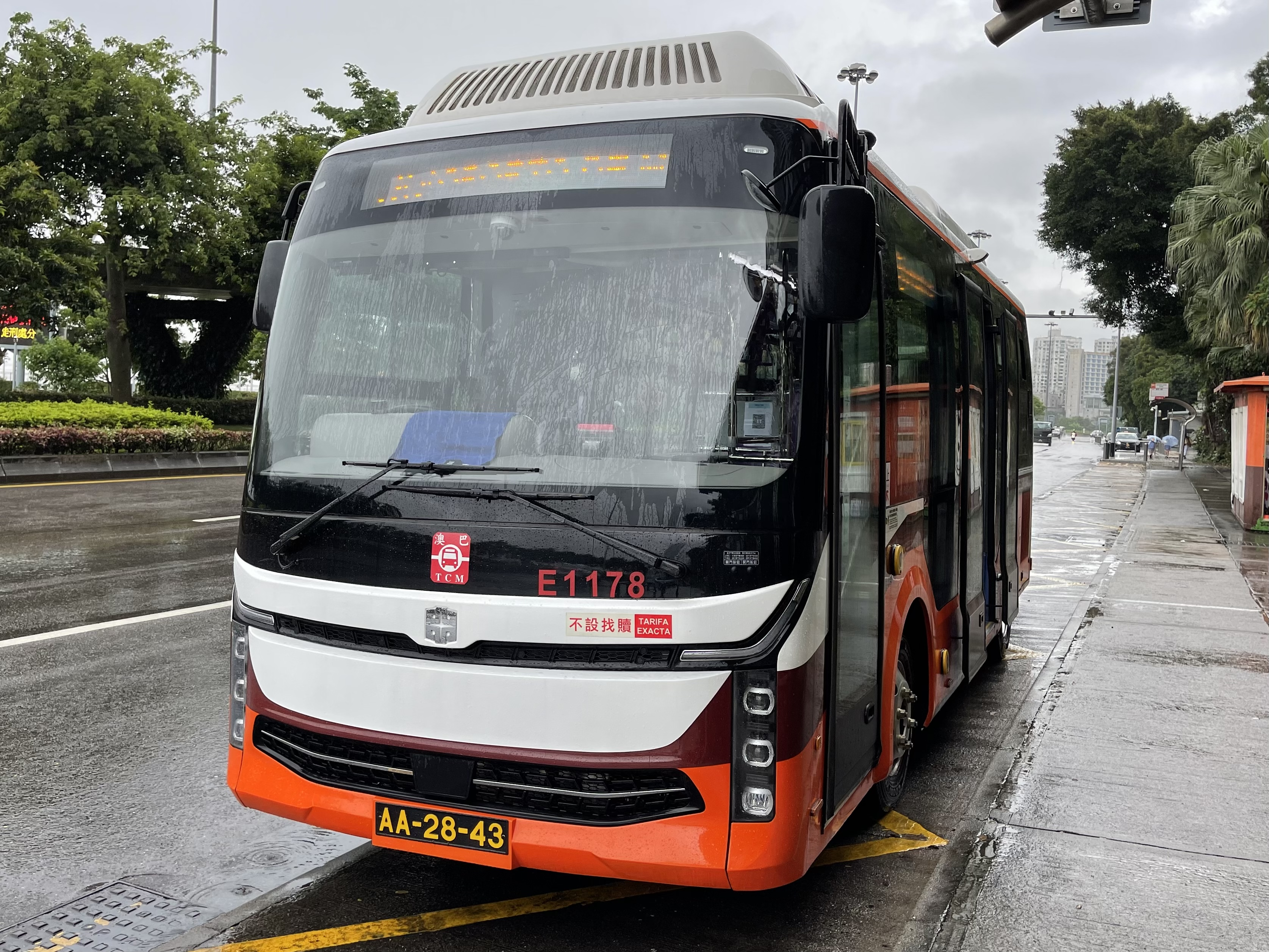
中通LCK6759SHEVG
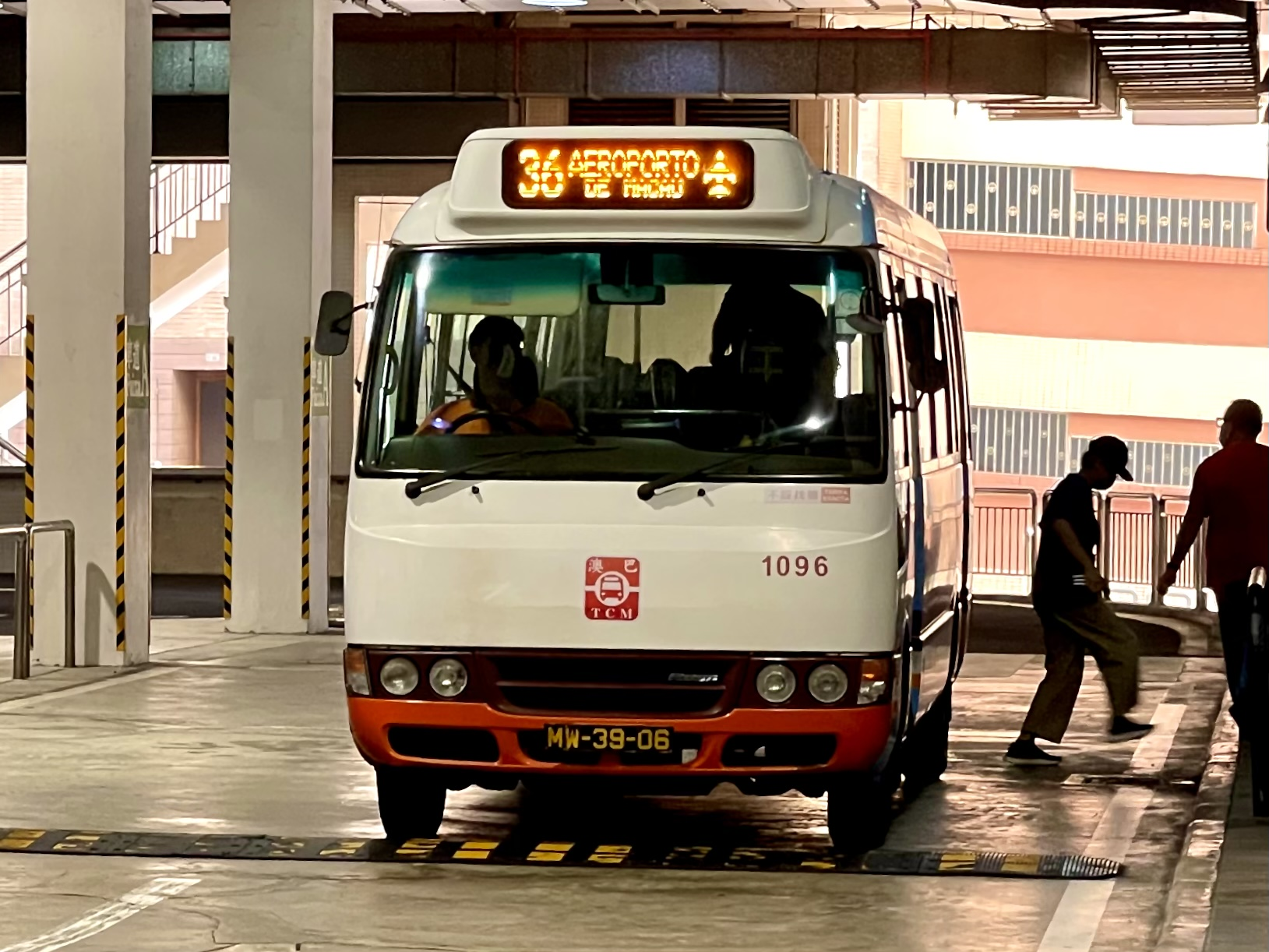
三菱Rosa
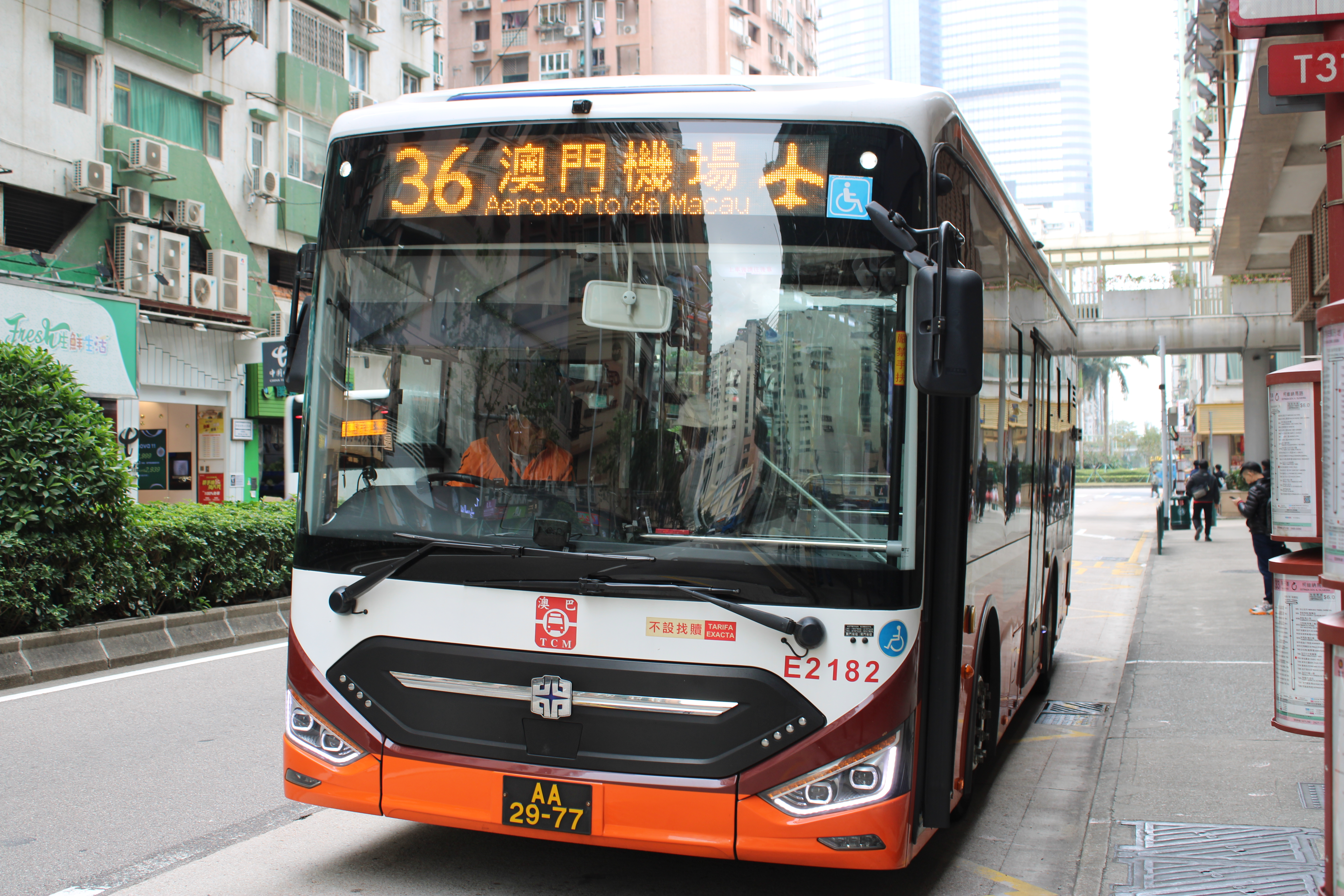
中通LCK6980SHEVG
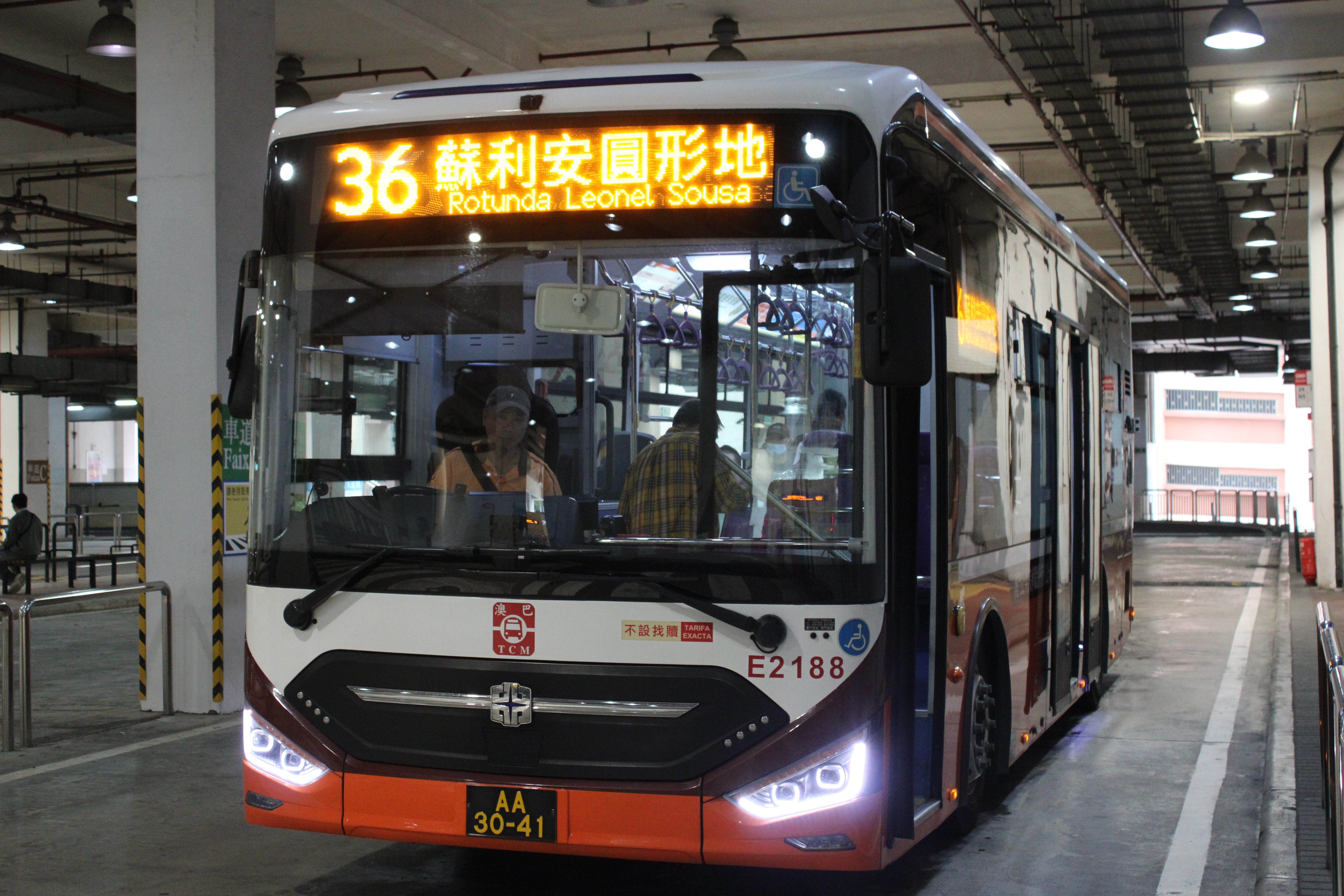
中通LCK6980SHEVG
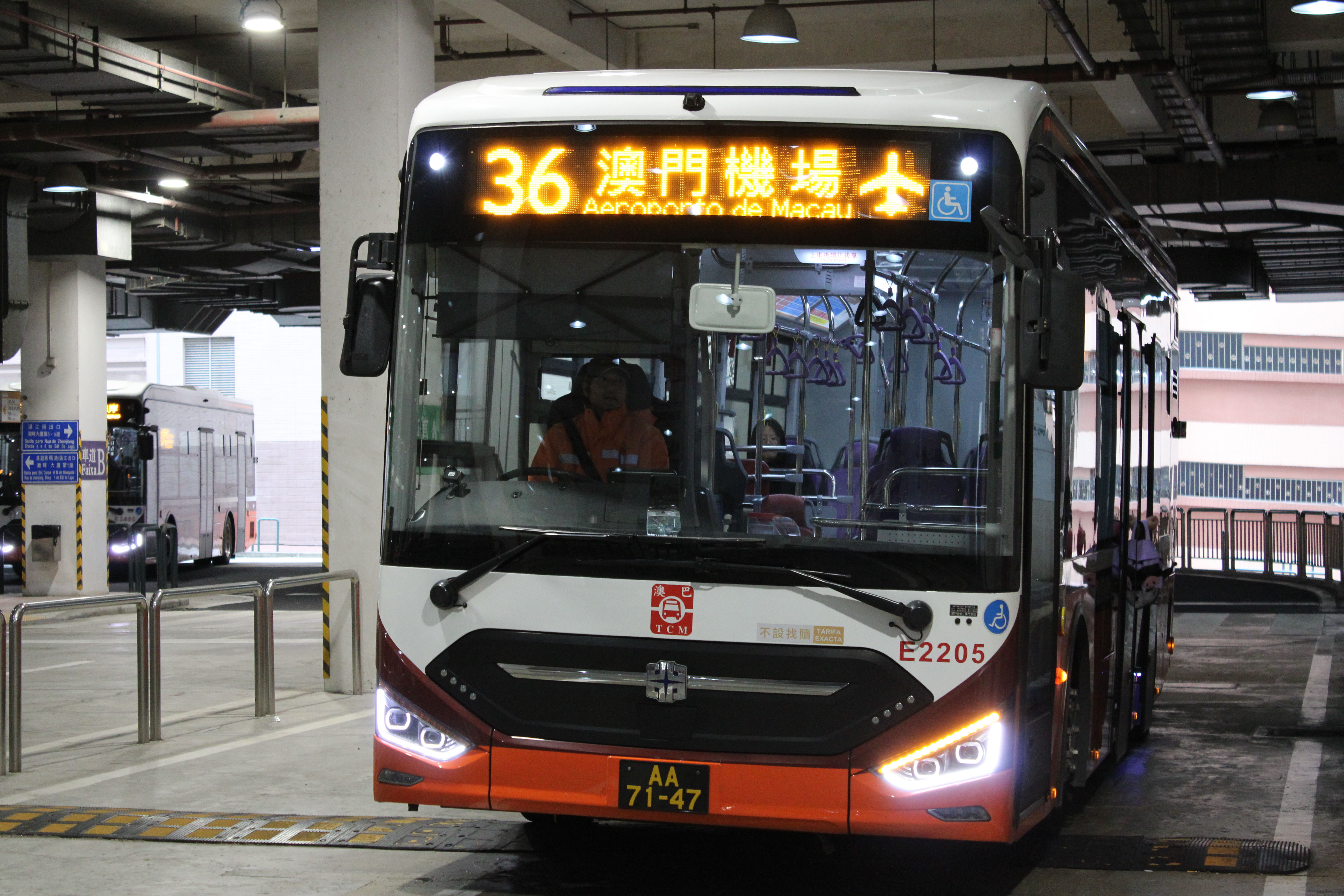
中通LCK6980SHEVG
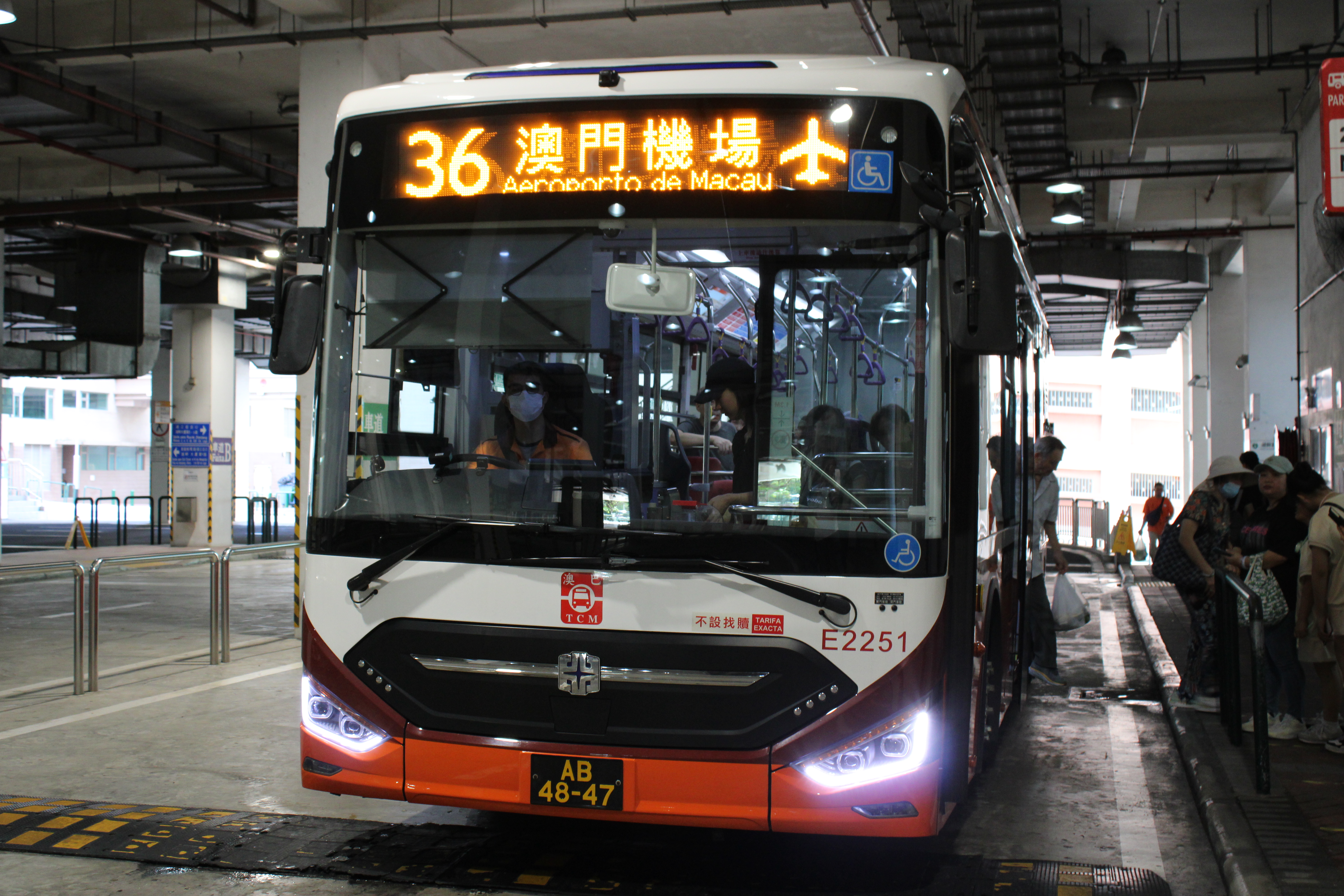
中通LCK6980SHEVG
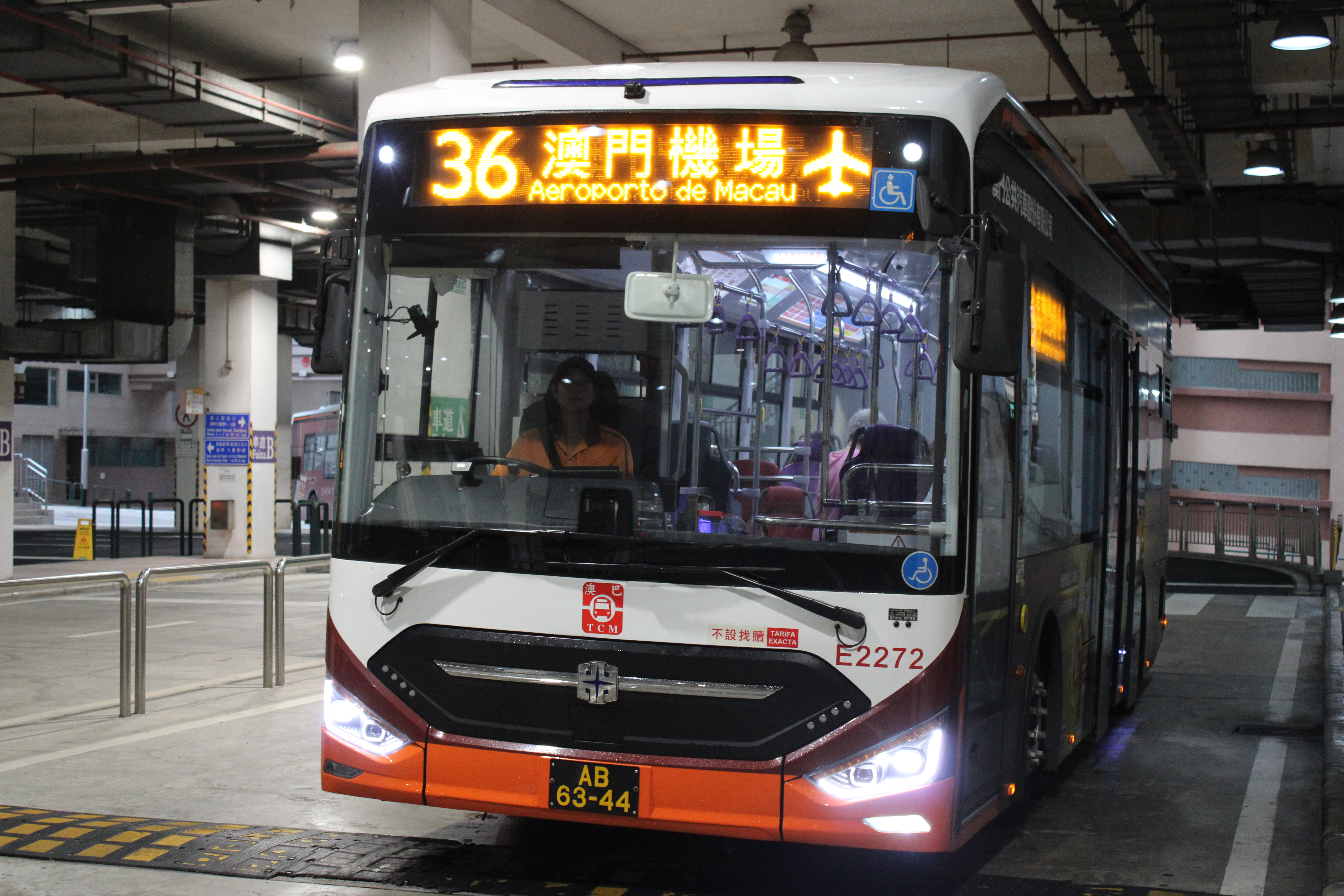
中通LCK6980SHEVG

## 外部連結
- 澳門公共汽車股份有限公司（官方網站） （页面存档备份，存于）